# Pierre Seghers

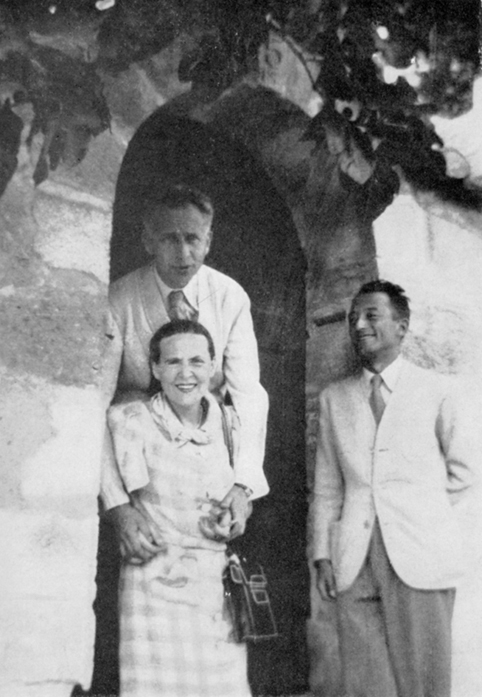
Pierre Seghers primindu-i pe Louis Aragon și Elsa Triolet în locuința sa din Villeneuve-lès-Avignon, în 1942

Pierre Seghers (n. 5 ianuarie 1906, Paris, Île-de-France, Franța – d. 4 noiembrie 1987, Créteil, Île-de-France, Franța) a fost un poet și editor francez. În timpul celui de-al Doilea Război Mondial a participat la milcarea de Rezistență franceză.
El a fondat, printre altele, faimoasa colecție de cărți Poètes d'aujourd'hui (Poeți contemporani) în 1944, care a publicat 270 de cărți atât ale unor poeți faimoși, cât și ale unor poeți necunoscuți (cum ar fi o antologie a poeților moderni blestemați în 1972, Poètes maudits d'aujourd'hui: 1946-1970).
Împreună cu François Lachenal, Paul Eluard și Jean Lescure, el a adunat în 1943 textele mai multor poeți din Rezistența franceză, pe care le-a publicat în Les Editions de Minuit, sub titlul: L'honneur des poètes.
A obținut mai multe premii și ordine, fiind decorat cu titlul de comandor al Legiunii de onoare și distins în 1976 cu Premiul internațional Botev. I s-a decernat titlul de doctor honoris causa al Universității Saint Andrews din Scoția.
El este înmormântat în Cimitirul Montparnasse.
O expoziție despre viața și activitatea lui a avut loc în Musée du Montparnasse din Paris, în 2011. Un catalog detaliat a fost publicat atunci.

## Scrieri
Poezie
- Bonne-Espérance, Éditions de la Tour, 1939
- Pour les quatre saisons, Poésie 42
- Le chien de pique, Ides et Calendes, 1943
- Le domaine public Poésie 45 et Pariseau Montréal
- Jeune fille, Éditions Seghers, 1947
- Menaces de mort, La presse à bras, 1948
- Six poèmes pour Véronique, Poésie 50
- Poèmes choisis, Éditions Seghers, 1952
- Le Cœur-Volant, Les Écrivains réunis, 1954
- Racines, Interc. du Livre, 1956
- Les pierres, Interc. du Livre, 1956
- Chansons et complaintes, Tome I, Éditions Seghers, 1959
- Chansons et complaintes, Tome II, Éditions Seghers, 1961
- Piranèse, Éditions Ides et Calendes, 1961
- Chansons et complaintes, Tome III, Éditions Seghers, 1964
- Dialogue, 1965
- Dis-moi, Ma vie, 1973
- Le Temps des merveilles, Éditions Seghers, 1978

Proză
- Richaud du Combat, Stols, 1944
- L'Homme du commun,Poèsie 44
- Considérations, ou Histoires sous la langue, Collection des 150
- La Résistance et ses poètes, 1940-1945, Seghers 1974